# Kaplica grobowa Tyszkowskich w Kalwarii Pacławskiej
Kaplica grobowa Tyszkowskich w Kalwarii Pacławskiej – zabytkowa kaplica grobowa w dzielnicy Kalwarii Pacławskiej.

## Opis

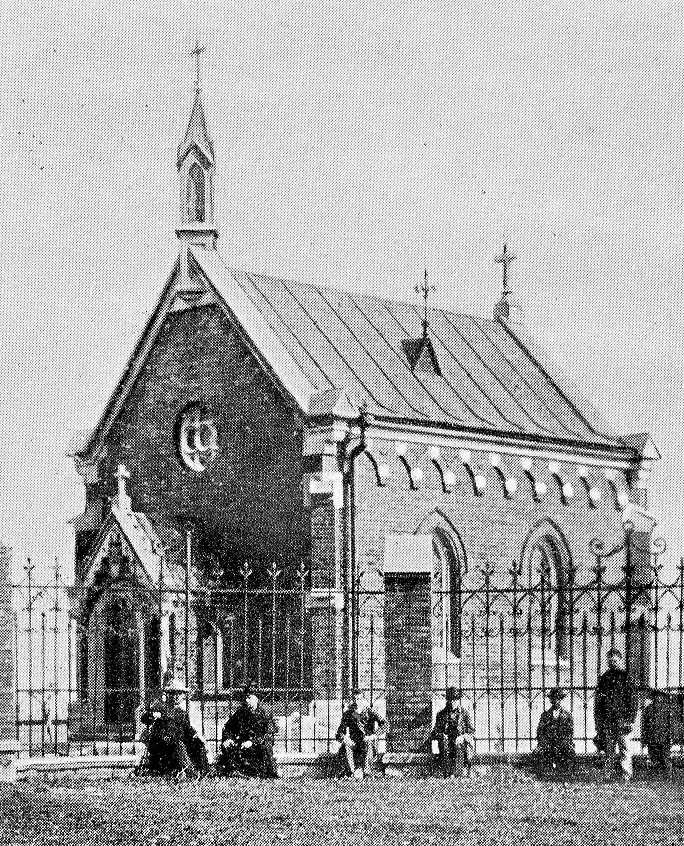
Kaplica ok. 1907

Wybudowana w latach około 1896-1906 na planie prostokąta w stylu neogotyckim. Fundatorem był Paweł Tyszkowski. Kaplica została wzniesiona nad grobowcem rodzinnym Tyszkowskich. Tuż po wybudowaniu obiekt był określany jako kaplica mszalna. We wnętrzu stworzono ołtarz wraz z krucyfiksem. Ponadto wyposażeniem są witraże (wykonane w pracowni Władysława Ekielskiego i Antoniego Tucha w Krakowie) oraz polichromia na sklepieniu.
W krypcie kaplicy utworzono 12 nisz celem pochowków. Zostało tam pochowanych dziewięć osób z rodziny Tyszkowskich w tym siedem osób o ustalonej tożsamości tj.:
- Walerian Wincenty Tyszkowski (1783-1846)
- Rozalia Giebułtowska (-1872)
- Waleria z Giebułtowskich (1807-1879)
- Józef Tyszkowski (1827-1882)
- Antoni Tyszkowski (1825-1895)
- Paweł Tyszkowski (1856-1920)
- Henryka Tyszkowska Przysiecka (1877-1931)

W budynku ustanowiono „ośrodek (wzgl. kaplicę) powołań”.
Decyzją A-295 z 16 sierpnia 1988 kaplica została wpisana do rejestru zabytków nieruchomych w grupie zespołu klasztornego franciszkanów z kaplicami kalwaryjskimi. Ponadto decyzją A-1438 z 6 lutego 2017 do tegoż rejestru wpisano także ogrodzenie murowano-metalowe kaplicy Tyszkowskich. W rejestrze figuruje też przylegający do kaplicy cmentarz komunalny.